# Sven Arvid är död
Sven Arvid är död är en svensk kortfilm från 1970 i regi av Ulf Andrée. Filmen är Andrées regidebut och i rollerna ses bland andra Monica Zetterlund, Janne Carlsson och Lissi Alandh.

## Handling
En änka har sörjt sin man, boxaren Sven Arvid, i ett års tid och då inte lämnat sitt hem. En dag får hon besök av en bensinmacksägare som påstår att Sven var skyldig honom pengar. Tumult utbryter.

## Rollista
- Monica Zetterlund	– fru Elisbeth Paganini
- Janne Carlsson – herr Pecho Cukor
- Lissi Alandh – fröken Pinky Gustafsson
- Gunnar Jónsson – herr Jack Bordello
- Greta Wahlquist – fru Marilyn Bordello

## Om filmen
Förlaga till filmen är Anton Tjechovs pjäs Björnen.  Produktionsledare var Hans Dahlberg, fotograf Lars Åke Palén och klippare Lars Hagström.